# Дан живих мртваца (филм из 2008)
Дан живих мртваца (енгл. Day of the Dead) амерички је хорор филм зомби апокалипсе из 2008. године, редитеља Стива Мајнера, са Мином Сувари, Ником Каноном и Вингом Рејмсом у главним улогама. Представља лабави римејк истоименог филма Џорџа Ромера из 1985, као и наставак Зоре живих мртваца редитеља Зака Снајдера из 2004, иако прича није повезана са догађајима из претходног дела.
Први део филма снимљен је у Бугарској, током шест недеља, почев од 7. септембра 2006. Други део је сниман у јуну 2007, у Лос Анђелесу. Филм је премијерно приказан 8. априла 2008, у дистрибуцији продукцијске куће First Look Studios. Добио је веома негативне критике и сматра се најлошијим делом серијала Живи мртваци, који чине шест оригиналних Ромерових филмова и три римејка. На сајту Ротен томејтоуз оцењен је са само 13%. Осим тога, филм је био велики комерцијални неуспех, пошто је са буџетом од 18 милиона зарадио свега 300.000 долара.
Пошто је Ромеро 2009. снимио још један наставак под насловом Опстанак живих мртваца, ово је претпоследњи филм објављен у оквиру серијала Живи мртваци.

## Радња
Мали град у Колораду постаје преплављен зомбијима. Група преживелих, међу којима су каплар Сара Крос-Бовман, њен брат Тревор и његова девојка Нина, покушавају да побегну из града на безбедно.

## Улоге
| Глумац            | Улога              |
| ----------------- | ------------------ |
| Мина Сувари       | каплар Сара Крос   |
| Ник Канон         | редов Салазар      |
| Мајкл Велч        | Тревор Крос        |
| Аналин Макорд     | Нина               |
| Старк Сендс       | редов Бад Крејн    |
| Мет Рипи          | др Логан           |
| Ијан Макнис       | ди-џеј Пол         |
| Криста Кембел     | госпођа Лејтнер    |
| Винг Рејмс        | капетан Кенет Родс |
| Хју Скинер        | Кајл               |
| Лаура Још         | госпођа Нобл       |
| Кејлум Рори Лотон | дечак на улици     |